# هنتی، نیو ساوت ولز
هنتی (به انگلیسی: Henty) یک شهرک در استرالیا است که در نیو ساوت ولز واقع شده‌است.